# Furcraea niquivilensis
Furcraea niquivilensis là một loài thực vật có hoa trong họ Măng tây. Loài này được Matuda ex García-Mend. mô tả khoa học đầu tiên năm 1999.